# 巴達維亞 (紐約州鎮)
巴達維亞（英語：Batavia）是一個位於美國紐約州傑納西縣的鎮。

## 人口
根據2020年美國人口普查的數據，巴達維亞的面積為125.37平方千米，當中陸地面積為124.80平方千米，而水域面積為0.57平方千米。當地共有人口6293人，而人口密度為每平方千米50人。